# 射楯兵主神社
射楯兵主神社（いたてひょうずじんじゃ）は、兵庫県姫路市総社本町にある神社。播磨国総社で、播磨地域では濁らずに「そうしゃ」、「そうしゃさん」と呼ばれる。社格は、式内小社、県社。姫路城の中曲輪内に位置する。60年に1度の一ツ山大祭、20年に1度の三ツ山大祭が有名。

## 祭神
- 射楯大神（五十猛尊）
- 兵主大神（伊和大神、大国主命）

## 由緒・歴史
- 『播磨国風土記』より、8世紀以前に飾磨郡因達里（いたてのさと）因達神山（比定地：八丈岩山、姫路市辻井・田寺・新在家）に伊太代神（射楯神）。
- 764年（天平宝字8年）6月11日 - 飾磨郡伊和里水尾山（姫路市山野井町にある水尾神社）に兵主神を祭祀。
- 787年（延暦6年） - 兵主神を飾磨郡国衙小野江の梛本（姫路市本町、現社殿地の北方、姫路医療センター・姫路東高校附近）に遷座。
- 『延喜式神名帳』に小社射楯兵主神社とあり[1]、927年（延長5年）までに射楯神が合祀されている。
- 1181年（養和元年） - 播磨国16郡174座の大小明神社を合祀し、播磨国総社・府中社と称する。
- 1567年（永禄10年） - 黒田職隆の命により拝殿と御神門を修復。この際、屋根が板葺きから瓦葺きに葺き替えられた。
- 1581年（天正9年） - 羽柴秀吉が姫路城を築城するのに伴い、現在地に遷座。
- 1945年（昭和20年） - 姫路空襲により焼失。戦後まもなくして再建。
- 2006年11月 - 西参道に総社御門を再建。

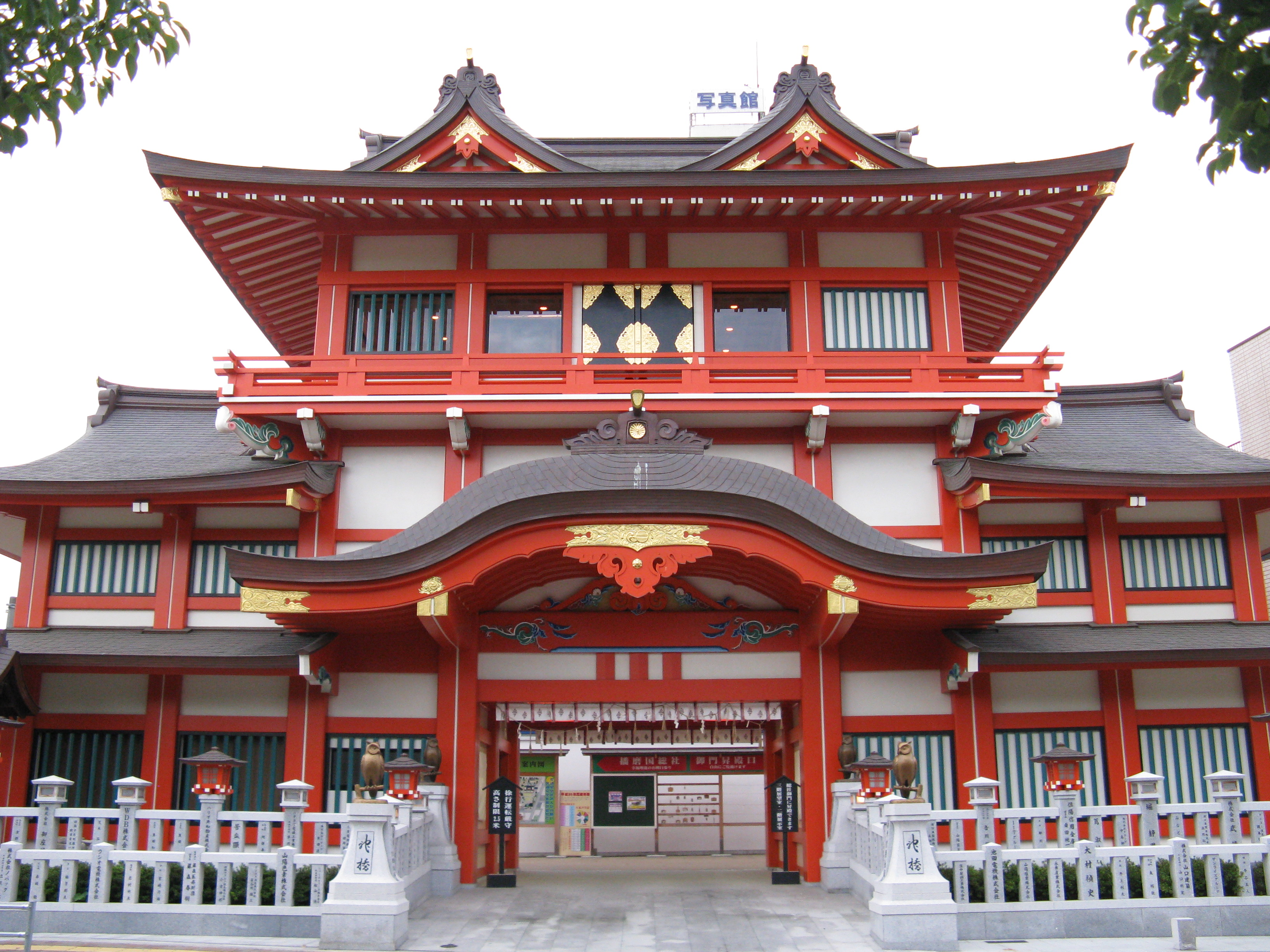
再建された総社御門

飾磨郡伊和里（姫路市街地周辺）は伊和族（宍粟市一宮町須行名にある、播磨国一宮伊和神社の伊和大神を祀る氏族）の平野部においての拠点であったようで、兵主神は伊和大神であると言われている。出雲系である伊和大神は大己貴神（大国主命）と同一化され、兵主神も大国主命であるといわれるようになったと考えられる。
神仏習合時代には、神宮寺として般若院（般若寺）があった。また、播磨天台六山（書写山圓教寺・増位山随願寺・法華山一乗寺・八徳山八葉寺・妙徳山神積寺・蓬莱山普光寺）による大般若会が行われていた。
江戸時代には、姫路藩主の崇敬が篤かったと伝えられる。

## 境内
- 本殿 東殿－射楯大神 西殿－兵主大神 中央殿－空殿

中央殿が空殿であることや神饌を献ずる際に西殿から行うなどの特色がある。
摂社
- 恵美酒社 蛭児神社－蛭児神 住吉神社－住吉三神、息長帯姫命
- 琴平社－大物主神
- 姫道天神社－菅原道真公
- 長壁神社－姫路刑部神、富姫神
- 祖霊社－児嶋範長朝臣、維新之志士12柱、日清・日露戦争の戦死者121柱
- 案内社八幡宮－猿田彦神、誉田別神

末社

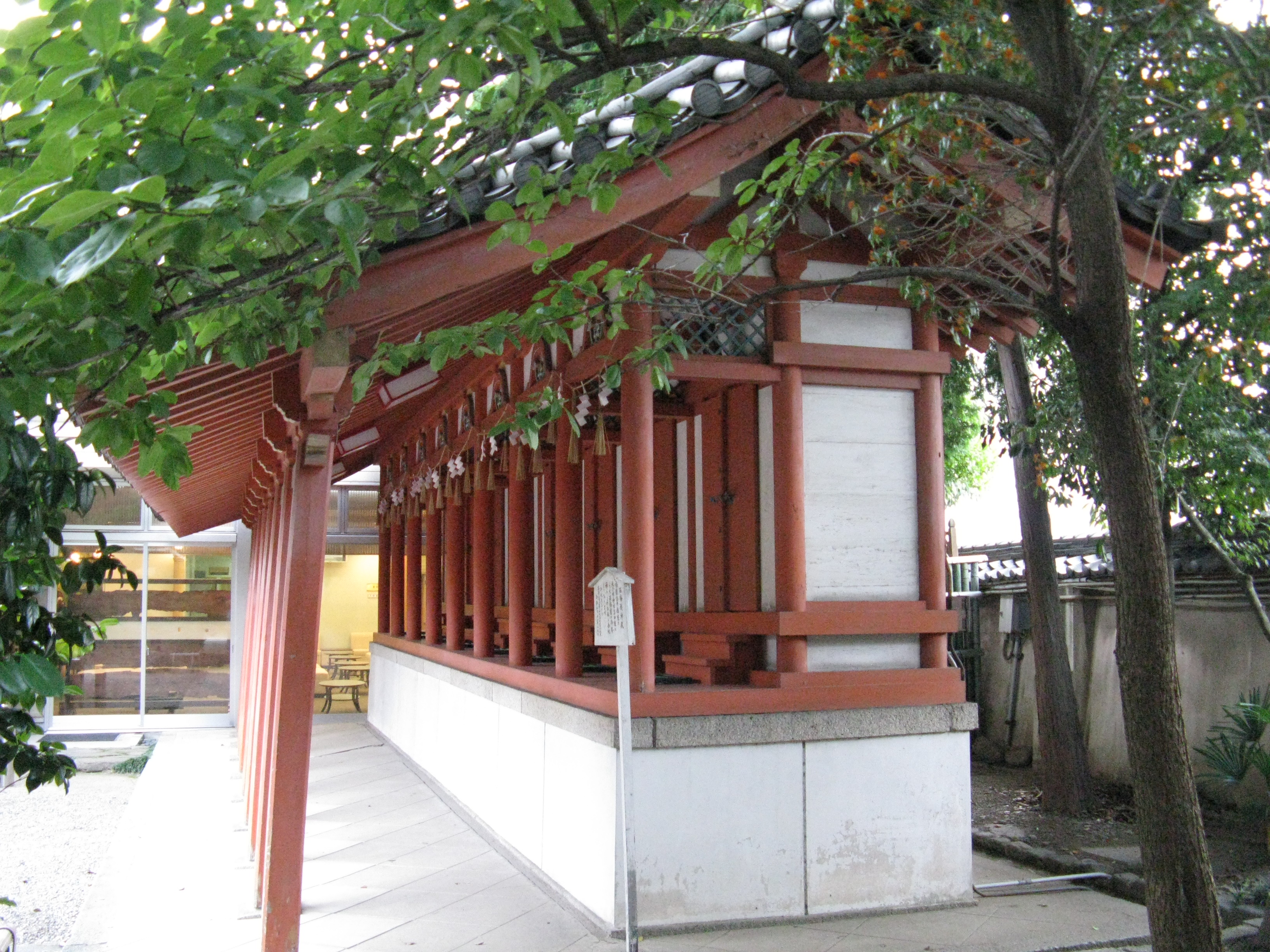
播磨国総神殿（西播総神殿）

- 播磨国総神殿（東播総神殿、西播総神殿）－『播磨国内神名帳』所載 播磨国16郡174座
- 十二社合殿
  - 一ノ宮－兵主神荒魂
  - 二ノ宮－射楯神荒魂
  - 日岡社－天之伊佐々比古命（日岡神社の祭神）
  - 角社－級長津彦命、級長津姫命
  - 手置帆負社－手置帆負神
  - 彦狭知社－彦狭知神
  - 秋葉社－迦具槌神
  - 羽黒社－倉稲魂神
  - 道祖社－岐神
  - 鞍屋社－保食神
  - 柿本社－柿本人麻呂朝臣
  - 東照宮－徳川家康公
- 神明社－伊勢両宮
- 鹿島社－健御雷之神
- 総社稲荷神社－倉稲魂神 千早稲荷神社 藤井稲荷神社 白長稲荷神社
- 粟島社－少彦名神
- 戸隠社－手力雄神
- 厳島社－市杵島姫命

## 祭事
非常に多くの祭事が執り行われる。主なものは以下、この他に特殊大祭礼として一ツ山大祭と三ツ山大祭がある。

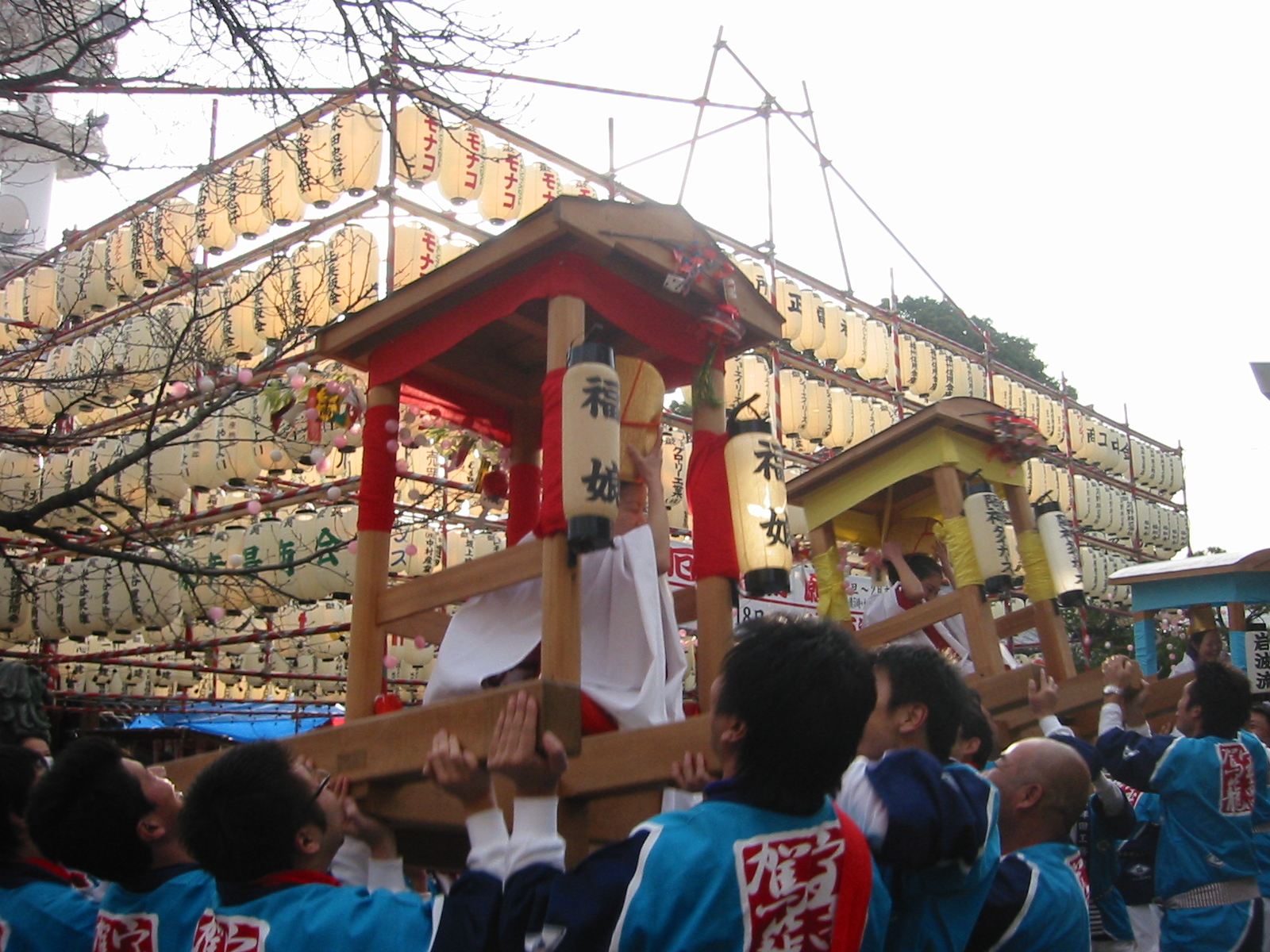
初えびす祭
宝恵駕籠に乗る福娘

- 歳旦祭 1月1日
- 初えびす祭 1月14日 - 16日
- 節分祭 2月3日
- 厄神祭 2月18日、19日
- 氏子白幣祭 4月1日 - 30日
- 夏越大祓式 6月30日
- 夏祭 7月10日、11日
- 霜月例大祭 11月13日 - 16日
- 師走大祓式 12月31日
- 除夜祭 12月31日

### 霜月例大祭
播磨国総社となった11月15日を祝って行われる。姫路祭とも。神幸祭で神輿が巡幸する。普段は中央殿は空殿となっているが、例大祭のときのみ、本殿大床中央に神籬を儲け、九所御霊神を祀る。

### 一ツ山大祭と三ツ山大祭

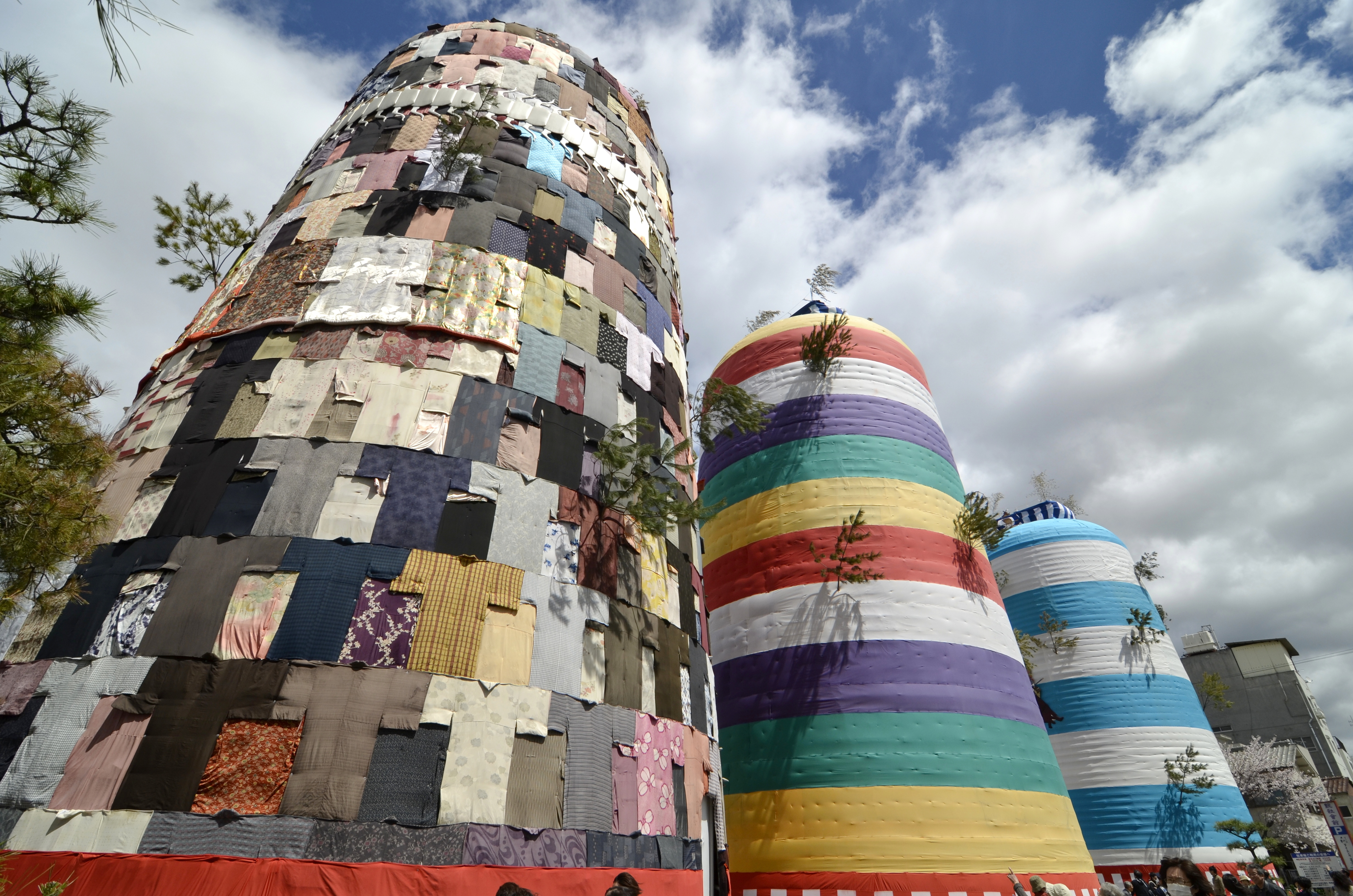
20年に一度開催される三ツ山大祭

三ツ山の雛型が国の重要有形民俗文化財、一ツ山大祭と三ツ山大祭が国選択、県指定の無形民俗文化財に指定されている。一ツ山大祭と三ツ山大祭で、かつては神事の内容が異なっていたようだが、現在は同じである。5種の神事－流鏑馬・競馬（くらべうま）・神子（みこ）渡り・一つ物・弓鉾指（ゆみほこさし）が行われる。流鏑馬と競馬は吉凶を占う神事で、神子、一つ物、弓鉾指の者には依り代としての役割がある。このような神事は、近代以前には播磨地域の多くの神社で行われていたが、現在はあまり見られない。神事のほか、様々な奉祝行事が行われ大祭は多くの参詣者で賑う。
播磨国一宮（宍粟市一宮町）の伊和神社においても一つ山祭と三つ山祭が斎行されている。こちらは三つ山が61年に一度、一つ山が21年に一度、伊和神社を囲む白倉山・花咲山・高畑山（三ツ山）、宮山（一ツ山）という実際の山において行われる。総社の一ツ山と三ツ山はそれらを象ったものであるという伝承があり、この辺りからも両社の関係が窺える。
かつては大祭に併せて、内町の至る所で町屋の屋上に壮大な「造り物」が飾られていた。屋上造り物の古くは寛政5年に記述がある。「晴天七日」といって雨天の日を除いて７日間飾られた後、祭りの終了をもって全て潰される。屋上造り物の中には、1つの町の建物の屋根を海に見立て50メートルから60メートルほどもある鯨の造り物や、「羅生門」、「義経の八艘飛び」、「業平東下り」、「安宅の関」などの30メートルから50メートル級の物も多くあり、町ごとに規模などを競っていた。嘉永年間の三ツ山大祭では、姫路藩の家老が展示を１日延長するよう求めたが、先述の習わし通りに祭りの終わりと共に潰された。1953年（昭和28年）の大祭では全体に作られたものの以後は社会構造の変化と共に衰退していたが、2013年（平成22年）の三ツ山大祭では「造り物」が60年振りに復活し神社周辺に10基設置された。この「造り物」を巡るスタンプラリーも開催された。
平成25年1月から3月まで姫路市平和資料館で昭和28年の三ツ山大祭の時に発売された「三ツ山音頭」のレコードが展示・演奏されていた。
一ツ山大祭
一ツ山大祭は、不定期に斎行されていた天神地祇祭（神前の松原で3732座の天神地祇を祀る）で、かつて行われていた影向祭（ようごうさい、神の影向（降臨）を再現する祭礼）を踏襲したことに始まる。6月11日丁卯日に行われており、丁卯祭と呼ばれた。不定期だったが、現在では丁卯に因み60年に一度（丁卯の年に）斎行される。古くから、神は山やその山頂の岩や樹木を依り代として降臨すると考えられていた。それに倣って、高さ18m直径10mで5色の布を巻いた五色山と呼ばれる置き山を造り、その最上部に山上殿を設け、それを依り代として神の降臨を仰ぐのが一ツ山大祭である。神門の上に設けた門上殿へ射楯神と兵主神を移し、神門前の置き山に天神地祇を招く。
三ツ山大祭
三ツ山大祭（臨時祭）は、一ツ山大祭の臨時祭で20年に1度斎行される。三ツ山大祭では、五色山に加え、その東側に二色山、西側に小袖を飾った小袖山が並ぶ。一ツ山と同じように、3つの造り山に神の降臨を仰ぐ。
2013年（平成25年）に行われた第22回弐式三ツ山大祭では、横綱の白鵬が土俵入りを奉納した。

### 過去の祭事
刀剣おどり神事（修羅踊り）
近傍には過去に「血の池」があり、1976年（昭和51年）に埋め立てられて総社公園となっている。かつて旧暦7月には総社に人々が抜刀して踊り舞う「刀剣おどり神事」があり、江戸時代には「踊舞神事」「修羅念仏」、江戸時代後半には「修羅踊り」「豊年踊り」と呼ばれた。その行事で傷を被った者が池で洗うと止血したとされたことが池の名称の由来という。あるいは戦いの後、この池で武具の血を洗い、修羅踊りで戦勝を祝ったなどとも伝わる。

## 文化財

### 重要文化財（国指定）
- 太刀 銘 定（以下茎（なかご）磨上げ）（綾小路定利）附:韋巻柄（かわまきつか）及び茎断片

### 重要有形民俗文化財
- 三ツ山雛型

### その他
- 石造鳥居　県指定文化財
- 一ツ山大祭　県指定無形民俗文化財
- 三ツ山大祭　県指定無形民俗文化財
- 三ツ山祭礼図屏風　県指定文化財
- 銅鐘　市指定文化財
- 忠国剣　市指定文化財

## 伊勢神宮の神宝
伊勢神宮で行う神宮式年遷宮では神宝も新調されるが、古くなった神宝5点が1975年（昭和50年）に譲渡されている。また2016年（平成28年）2月にも、伊勢神宮の内宮と外宮に納められ先年の遷宮で古くなった神宝のうち、革御靭・銅黒造の御太刀・梓御弓・御楯の4点が譲渡された。

## 交通
- JR山陽本線姫路駅、山陽電鉄山陽姫路駅から北東へ徒歩15分
- 姫路城の南東、国道2号（東行き）沿い。有料駐車場あり